# 英國駐烏茲別克大使館

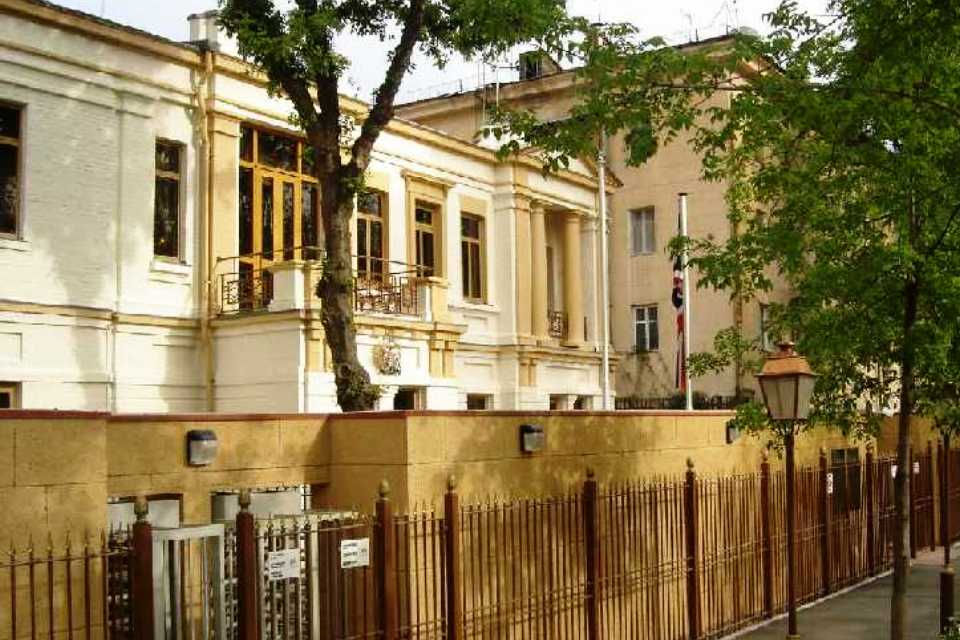
英國駐烏茲別克大使館

英國駐烏茲別克大使館（英語：Embassy of the United Kingdom）是大不列顛及北愛爾蘭聯合王國駐烏茲別克的外交代表機構。大使館位於烏茲別克首都塔什干。現任英國駐烏茲別克大使是蒂莫西·托洛特。英國於1991年12月31日承認烏茲別克，1992年2月18日建立外交關係。